# Lispocephala bispina
Lispocephala bispina är en tvåvingeart som beskrevs av Malloch 1928. Lispocephala bispina ingår i släktet Lispocephala och familjen husflugor. Inga underarter finns listade i Catalogue of Life.